# Kreis Schildberg

Der Kreis Schildberg in den Grenzen von 1818 bis 1887

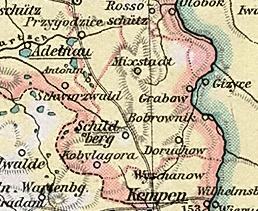
Der Kreis Schildberg in den Grenzen von 1887 bis 1919

Der Kreis Schildberg bestand von 1793 bis 1807 in der preußischen Provinz Südpreußen und von 1815 bis 1919 in der preußischen Provinz Posen.

## Größe
Der Kreis Schildberg hatte zuletzt eine Fläche von 519 km².

## Geschichte
Das Gebiet um die großpolnische Stadt Ostrzeszow gehörte nach der Zweiten Teilung Polens von 1793 bis 1807 zum Kreis Ostrzeszow in der preußischen Provinz Südpreußen. Durch den Frieden von Tilsit kam das Gebiet 1807 zum Herzogtum Warschau. Nach dem Wiener Kongress fiel es am 15. Mai 1815 erneut an das Königreich Preußen und wurde Teil des Regierungsbezirks Posen der Provinz Posen.
Bei den preußischen Verwaltungsreformen wurde zum 1. Januar 1818 im Regierungsbezirk Posen eine Kreisreform durchgeführt, bei der der Kreis Ostrzeszow im Wesentlichen unverändert blieb. Kreisstadt und Sitz des Landratsamtes war die Stadt Ostrzeszow. Etwa seit den 1830er Jahren setzte sich im amtlichen Sprachgebrauch der deutsche Name Schildberg für Stadt und Kreis durch. Am 1. Oktober 1855 wurde der Sitz des Landratsamtes von Schildberg in die Stadt Kempen verlegt.
Als Teil Preußens wurde die ganze Provinz Posen am 18. Januar 1871 Teil des neu gegründeten Deutschen Reichs, wogegen die polnischen Abgeordneten im neuen Reichstag am 1. April 1871 protestierten.
Am 1. Oktober 1887 wurde die Südhälfte des Kreises Schildberg abgetrennt und zum neuen Kreis Kempen geformt.
Am 27. Dezember 1918 begann in der Provinz Posen der Großpolnische Aufstand der polnischen Bevölkerungsmehrheit gegen die deutsche Herrschaft, und bis auf den Südwestrand um die Gemeinde Kobyla Góra geriet das Kreisgebiet innerhalb weniger Tage unter polnische Kontrolle.
Am 16. Februar 1919 beendete ein Waffenstillstand die polnisch-deutschen Kämpfe, und am 28. Juni 1919 trat die deutsche Regierung mit der Unterzeichnung des Versailler Vertrags den Kreis Schildberg auch offiziell an das neu gegründete Polen ab. Deutschland und Polen schlossen am 25. November 1919 ein Abkommen über die Räumung und Übergabe der abzutretenden Gebiete ab, das am 10. Januar 1920 ratifiziert wurde. Die Räumung des unter deutscher Kontrolle verbliebenen Restgebietes mitsamt der Stadt Kobyla Góra und Übergabe an Polen erfolgte zwischen dem 17. Januar und dem 4. Februar 1920.
Aus dem Kreis Schildberg wurde der polnische Powiat Ostrzeszowski. 1932 wurde der Powiat aufgelöst und an den südlichen Nachbarpowiat Kępiński angeschlossen.

## Einwohnerentwicklung
| Jahr | Einwohner | Quelle |
| ---- | --------- | ------ |
| 1818 | 40.985    | [ 5 ]  |
| 1846 | 57.532    | [ 6 ]  |
| 1871 | 62.671    | [ 7 ]  |
|      |           |        |
| 1890 | 32.505    |        |
| 1900 | 34.021    | [ 1 ]  |
| 1910 | 37.290    | [ 1 ]  |

Von den Einwohnern des Kreises waren 1890 87 % Polen, 10 % Deutsche und 3 % Juden. Ein großer Teil der deutschen Einwohner verließ nach 1919 das Gebiet. Die jüdischen Einwohner wurden im Zweiten Weltkrieg von den deutschen Besatzungsbehörden ermordet.

## Politik

### Landräte
1795–180600Johann Rudolf von Zawadsky
1818–183200Peter von Zychlinski
1832–185100von Borowski
1850–185100August von Mitschke-Collande (1810–1877) (interimistisch)
1852–186300Marcell von Rappard († 1865)
18630000000Maximilian Senfft von Pilsach (1828–1903)
1868–188000Liman
1880–188700Gustav von Scheele (1844–1925)
1887–189600Hugo von Goetze
1896–189700Brinckmann
1897–190500Richard von Doemming
19050000000Carl Mosler (1869–1905) (kommissarisch)
1905–191800Ernst von der Wense

### Wahlen
Der Kreis Schildberg gehörte zum Reichstagswahlkreis Posen 10. Der Wahlkreis wurde bei allen Reichstagswahlen von Kandidaten der Polnischen Fraktion gewonnen; 1871 durch Peter von Szembek und bei allen folgenden Wahlen bis 1912 durch Ferdinand von Radziwill.

## Kommunale Gliederung
Zum Kreis Schildberg gehörten zuletzt die drei Städte Schildberg, Grabow und Mixstadt.  Die (Stand 1908) 47 Landgemeinden und 25 Gutsbezirke waren in Polizeidistrikten zusammengefasst.

## Gemeinden
Am Anfang des 20. Jahrhunderts gehörten die folgenden Gemeinden zum Kreis:
| - Bärwalde - Bierzow - Biskupice zaboryczne - Bobrownik - Bukownica - Cäcilienthal - Chlewo - Doruchow - Godzientow - Gora - Grabow, Stadt - Grabow pustkowie - Ignacow | - Kaliszkowice kaliskie - Kaliszkowice olobockie - Kamillenthal - Kobylagora - Komorow - Kotlow - Kuznica bobrowska - Kuznica myslniewska - Ligota - Luisenthal - Marienthal - Marszalki - Mieleszkowka | - Mixstadt, Stadt - Mostki - Myslniew - Naumannshof - Olszyna - Ottosberg - Parzynow - Przedborow - Przytocznica - Rogaszyce - Rojow - Schildberg, Stadt - Siedlec | - Siedlikow - Skarydzew - Strzyzew - Tokarzew - Tonia - Ulrikenfeld - Wygoda plugawska - Xionzenice - Zajontschki - Zmyslona ligocka - Zmyslona parzynowska |

Bis auf wenige Ausnahmen galten nach 1815 die polnischen Ortsnamen weiter, zu Beginn des 20. Jahrhunderts wurden mehrere Ortsnamen eingedeutscht.